# رجنت ایرویز
رجنت ایرویز (به انگلیسی: Regent Airways) یک شرکت هواپیمایی با کد یاتا RX است که در ۲۰۱۰ میلادی تأسیس شده و در ۱۰ نوامبر ۲۰۱۰ فعالیتش را آغاز کرده‌است. قطب رجنت ایرویز در فرودگاه بین‌المللی شاه‌جلال قرار دارد.